# 基督教会座堂 (维多利亚)
48°25′20″N 123°21′33″W / 48.42222°N 123.35917°W

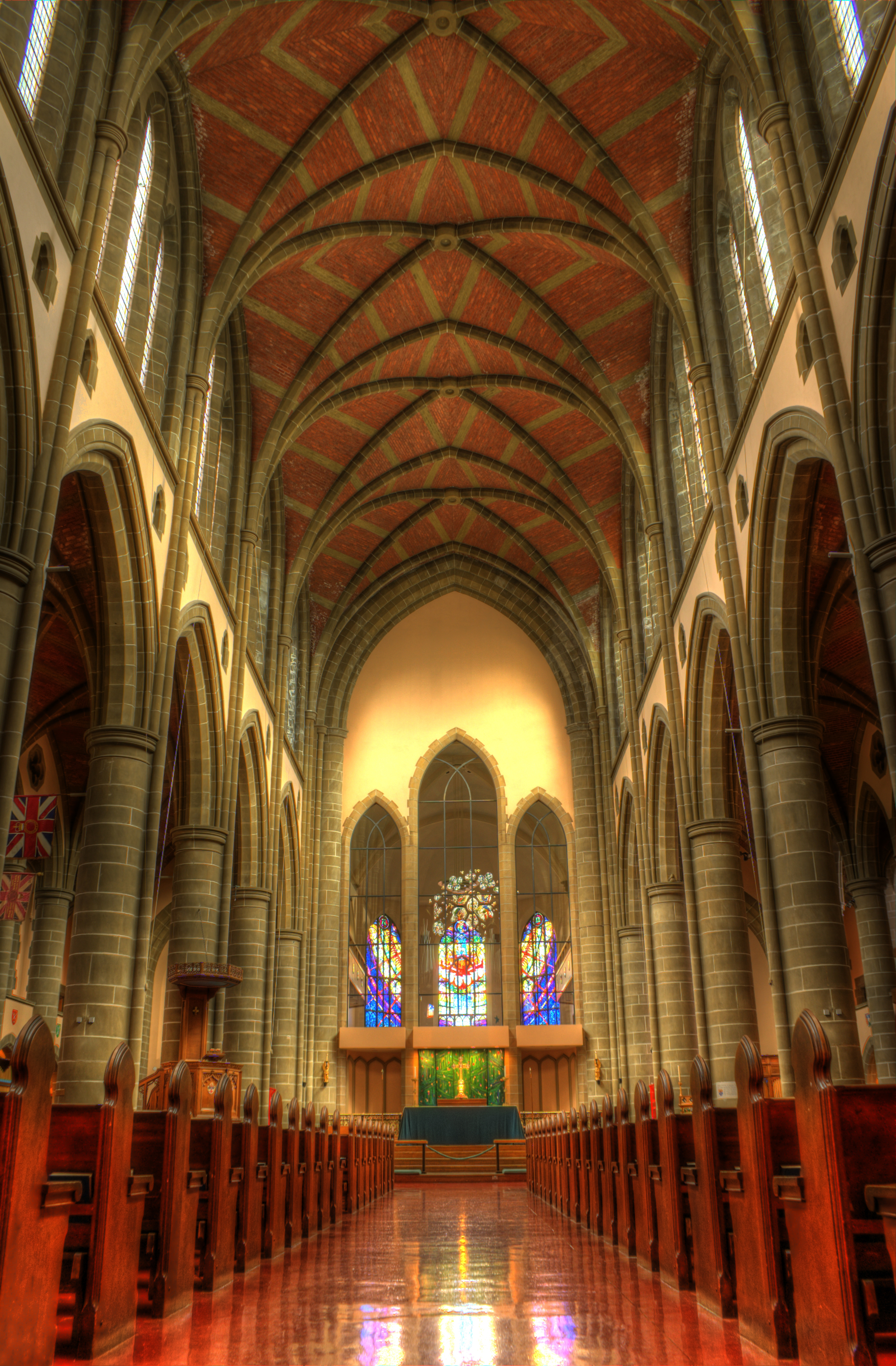
内部

基督教会座堂（Christ Church Cathedral）in 加拿大不列颠哥伦比亚省维多利亚伯德特大道930号，是加拿大圣公会不列颠哥伦比亚教区的主教座堂。
目前的哥特式座堂奠基于1926年9月9日。1929年9月9日邱吉尔参观了现场。1929年祝圣。1957年建成西塔，为节省开支，降低了高度。

## 外部連結
- 官方網站 （页面存档备份，存于）